# E級潛艇 (英國海軍)
英國皇家海軍的E級柴電潛艇於1912至1916年間建造，是為第一次世界大戰時，艦隊潛艇之主力。
包括為澳大利亞皇家海軍所建之兩艘在內，該級潛艇共建成58艘。
該艇分三批次建造。第三批次之中六艘的射柱管被除去，改為20 vertical tubes，成為佈雷潛艇。

## 該級諸艦
- 第一批次
  - E1 - 1912年11月9日下水。
  - E2 - 1912年11月23日下水。
  - E3 - 1912年10月29日下水。1914年10月18日被U27的魚雷擊中。
  - E4 - 1912年2月5日下水。
  - E5 - 1912年5月17日下水。1916年3月7日在北海被水雷炸毀及沉沒。
  - E6 - 1912年11月12日下水。1915年12月26日被水雷炸毀。
  - E7 - 1913年10月2日下水。1915年9月5日於加里波利之戰中在達達尼爾海峽被鑿沈。
  - E8 - 1913年10月30日年下水。
  - AE1 - 為澳大利亞皇家海軍建造。1914年9月14日在巴布亞新畿內亞附近遇難。
  - AE2 - 為澳大利亞皇家海軍建造。1915年4月28日於加里波利之戰中在馬爾馬拉海沈沒。
- 第二批次
  - E9 - 1913年11月29日下水。
  - E10 - 1913年11月29日下水。1915年1月18日遇難。
  - E11 - 1914年4月23日下水。
  - E12 - 1914年9月5日下水。
  - E13 - 1914年9月22日下水。
  - E14 - 1914年7月7日下水。1918年1月27日被水雷炸毀及沉沒。
  - E15 - 1914年4月23日下水。1915年4月19日在達達尼爾海峽被摧毀。
  - E16 - 1914年9月23日下水。
  - E17 - 1915年1月16日下水。
  - E18 - 1915年3月4日下水。 1916年5月遇難。
  - E19 - 1915年5月13日下水。
  - E20 - 1915年6月12日下水。1915年11月5日在達達尼爾海峽被魚雷擊中。
- 第三批次
  - E21 - 1915年7月24日下水。
  - E22 - 1915年8月27日下水。1916年4月25日被魚雷擊中及沉沒。
  - E23 - 1915年9月28日下水。
  - E24 - 1915年12月9日下水。（佈雷艇）
  - E25 - 1915年8月23日下水。
  - E26 - 1915年11月11日下水。1916年7月6日遇難。
  - E27 - 1917年6月9日下水。
  - E29 - 1915年6月1日下水。
  - E30 - 1915年6月29日下水。1916年11月22日遇難。
  - E31 - 1915年8月23日下水。
  - E32 - 1916年8月16日下水。
  - E33 - 1916年4月18日下水。
  - E34 - 1917年1月27日下水。（佈雷艇）
  - E35 - 1916年5月20日下水。
  - E36 - 1916年9月16日下水。1917年1月17日遇難。
  - E37 - 1915年9月2日下水。1916年12月1日遇難。
  - E38 - 1916年6月13日下水。
  - E39 - 1916年5月18日下水。
  - E40 - 1916年11月9日下水。
  - E41 - 1915年10月22日下水。（佈雷艇）
  - E42 - 1915年10月22日下水。
  - E43 - 1915年11月11日下水。
  - E44 - 1916年2月21日下水。
  - E45 - 1916年1月25日下水。（佈雷艇）
  - E46 - 1916年4月4日下水。（佈雷艇）
  - E47 - 1916年5月29日下水。1917年8月20日遇難。
  - E48 - 1916年8月2日下水。
  - E49 - 1916年9月18日下水。1917年3月12日在設德蘭群島Huney附近被水雷炸毀及沉沒。
  - E50 - 1916年11月13日下水。1918年2月1日被水雷炸毀及沉沒。
  - E51 - 1916年11月30日下水。（佈雷艇）
  - E52 - 1917年1月25日下水。
  - E53 - 1916年下水。
  - E54 - 1916年下水。
  - E55 - 1916年2月5日下水。
  - E56 - 1916年6月19日下水。